# Zatrephes brunnea
Zatrephes brunnea là một loài bướm đêm thuộc phân họ Arctiinae, họ Erebidae.